# Кистоун (Колорадо)
Кистоун (енгл. Keystone) насељено је место без административног статуса у америчкој савезној држави Колорадо.

## Демографија
По попису из 2010. године број становника је 1.079, што је 254 (30,8%) становника више него 2000. године.
| Група             | 2000.       | 2010.       |
| Белци             | 683 (82,8%) | 891 (82,6%) |
| Афроамериканци    | 4 (0,5%)    | 4 (0,4%)    |
| Азијати           | 11 (1,3%)   | 7 (0,6%)    |
| Хиспаноамериканци | 112 (13,6%) | 165 (15,3%) |
| Укупно            | 825         | 1.079       |